# Jamie Oliver (muzyk)
Richard James „Jamie” Oliver (ur. 16 lipca 1975) – muzyk w walijskim numetalowym zespole Lostprophets; jest głównie keyboardzistą, jednakże śpiewa również jako wspierający wokalista.